# 祝公荣
祝公荣，字大昌，元朝处州丽水（今浙江省丽水市）人。
祝公荣隐居赡养双亲，事奉母亲非常孝顺。母亲去世，居丧尽礼。灶屋突然失火，祝公荣全力却不能灭火，于是伏在棺木上悲哭，其火自灭，乡里人们非常吃惊。在堂上为二亲塑像，朝夕事奉就像事奉活人一样。